# Зглобіце
Зглобіце (пол. Zgłobice) — село в Польщі, у гміні Тарнув Тарновського повіту Малопольського воєводства.
Населення — 2709 осіб (2011).
У 1975-1998 роках село належало до Тарновського воєводства.

## Демографія
Демографічна структура станом на 31 березня 2011 року:
|          | Загалом | Допрацездатний вік | Працездатний вік | Постпрацездатний вік |
| -------- | ------- | ------------------ | ---------------- | -------------------- |
| Чоловіки | 1298    | 292                | 891              | 115                  |
| Жінки    | 1411    | 312                | 871              | 228                  |
| Разом    | 2709    | 604                | 1762             | 343                  |